# Microcharon zibani
Microcharon zibani är en kräftdjursart som beskrevs av Giuseppe L. Pesce och Tete 1978. Microcharon zibani ingår i släktet Microcharon och familjen Microparasellidae. Inga underarter finns listade i Catalogue of Life.